# Anke Borchmann
Anke Borchmann, född 23 juni 1954 i Neukalen i Östtyskland, är en östtysk före detta tävlingsroddare. Hon tävlade för SC Dynamo Berlin och blev DDR mästare i fyra med styrman 1974.
Vid världsmästerskapen 1975 vann hon VM-guld i scyllerfyra med styrman och ett år senare vann hon även OS-guld i Montreal 1976 tillsammans med Viola Poley, Jutta Lau, Roswietha Zobelt-Reichel och Liane Weigelt (styrman).
Vid världsmästerskapen 1977 i Amsterdam vann Anke Borchmann VM-guld i dubbelsculler.